# BEST OF CHIHIROX
『BEST OF CHIHIROX』（ベスト・オブ・チヒロックス）は、米倉千尋のベスト・アルバムである。本作までに発表されたアニメ、ゲームのタイアップ楽曲を順に収録したものになっており、初回限定盤のみ、特殊パッケージ、ディスコグラフィー封入、また奥井雅美と組んだ限定ユニット「r.o.r/s」として歌った楽曲がボーナストラックとして収録されている。ジャケットのイラストは、漫画家の鶴田謙二が描いている。

## 収録曲

### Disc-1
1. 嵐の中で輝いて
  - 作詞：渡辺なつみ、作曲：夢野真音、編曲：見良津健雄
  - OVA『機動戦士ガンダム 第08MS小隊』オープニング主題歌。
  - デビュー・シングル曲。
2. 10 YEARS AFTER
  - 作詞：朝倉京子、作曲：三浦一年、編曲：見良津健雄
  - OVA『機動戦士ガンダム 第08MS小隊』エンディング主題歌。
  - 「嵐の中で輝いて」カップリング曲。
3. 未来の二人に
  - 作詞：工藤哲雄、作曲：都志見隆、編曲：CHOKKAKU
  - OVA『機動戦士ガンダム 第08MS小隊』挿入歌。
  - 4thシングル曲。
4. 愉快な鼓動
  - 作詞・作曲：階一喜、編曲：亀田誠治
  - テレビアニメ『きこちゃんすまいる』後期エンディング主題歌。
  - 6thシングル曲。
5. 名前のない未来図
  - 作詞：米倉千尋、作曲・編曲：田中公平
  - OVA『機動戦士ガンダム 第08MS小隊』イメージソング。
  - CD『機動戦士ガンダム 第08MS小隊 recorded in PLAHA』収録曲。
6. Open Your Eyes
  - 作詞：米倉千尋、作曲：山田秀俊、編曲：田中公平
  - OVA『機動戦士ガンダム 第08MS小隊』イメージソング。
  - CD『機動戦士ガンダム 第08MS小隊 recorded in PLAHA』収録曲。
7. 永遠の扉
  - 作詞：渡辺なつみ、作曲：鵜島仁文、編曲：見良津健雄
  - 劇場アニメ『機動戦士ガンダム 第08MS小隊〜ミラーズ・リポート〜』主題歌。
  - 8thシングル曲。
8. Birth of light
  - 作詞：K.INOJO、作曲・編曲：本田恭之
  - OVA『ハイスクール・オーラバスター〈光の誕生〉』主題歌。
  - 9thシングル曲。
9. 斎歌-いつきうた-
  - 作詞：K.INOJO、作曲・編曲：本田恭之
  - OVA『ハイスクール・オーラバスター〈光の誕生〉』イメージソング。
  - 「Birth of light」カップリング曲。
10. Crimson of Butterfly
  - 作詞：K.INOJO、作曲・編曲：本田恭之
  - ドラマCD「ハイスクール・オーラバスター CD-1st vision『來訪者』」から「CD-3rd vision『烙印の翼』SIDE-B〈聖界〉」までの主題歌&収録曲。
11. Please
  - 作詞：工藤哲雄、作曲：亀井登志夫、編曲：寺尾創一・H.Kohshun
  - ドラマCD「EVE burst error SPECIAL DISC EXTRA」オープニング主題歌&収録曲。
12. My song for you
  - 作詞・作曲：米倉千尋、編曲：見良津健雄
  - ドラマCD「EVE burst error SPECIAL DISC EXTRA」エンディング主題歌&収録曲。
13. WILL
  - 作詞：鵜島仁文・米倉千尋、作曲：鵜島仁文、編曲：岩本正樹
  - テレビアニメ『仙界伝 封神演義』オープニング主題歌。
  - 10thシングル曲。
14. FRIENDS
  - 作詞・作曲：米倉千尋、編曲：見良津健雄
  - テレビアニメ『仙界伝 封神演義』エンディング主題歌。
  - 「WILL」カップリング曲。
15. FEEL ME
  - 作詞：田口俊、作曲：鵜島仁文、編曲：十川知司
  - ドリームキャストゲーム『REVIVE…〜蘇生〜』主題歌。
  - 11thシングル曲。
16. Truth
  - 作詞・作曲：米倉千尋、編曲：見良津健雄
  - ドリームキャストゲーム『REVIVE…〜蘇生〜』イメージソング。
  - 「FEEL ME」カップリング曲。

### Disc-2
1. Just Fly Away
  - 作詞・作曲：米倉千尋、編曲：勝又隆一
  - テレビアニメ『六門天外モンコレナイト』前期オープニング主題歌。
  - 12thシングル曲。
2. Sweet True Love
  - 作詞：米倉千尋、作曲・編曲：MASAKI
  - テレビアニメ『六門天外モンコレナイト』前期エンディング主題歌。
  - 「Just Fly Away」カップリング曲。
3. Return to myself
  - 作詞・作曲：米倉千尋、編曲：勝又隆一
  - テレビアニメ『六門天外モンコレナイト』後期オープニング主題歌。
  - 13thシングル曲。
4. 遠くへ
  - 作詞・作曲：米倉千尋、編曲：勝又隆一
  - 劇場アニメ『六門天外モンコレナイト〜伝説のファイヤドラゴン〜』主題歌。
  - 「Return to myself」カップリング曲。
5. 陽のあたる場所
  - 作詞・作曲：米倉千尋、編曲：門倉聡
  - OVA『仙界伝 封神演義 キャラクタービデオ集』エンディング曲。元々は『仙界伝 封神演義』のボーカルアルバムで結城比呂・千葉進歩・山岸功・宮田幸季・松本梨香の5人で歌っていた楽曲のセルフカバーである。
  - 14thシングル曲。
6. FLAME
  - 作詞：米倉千尋、作曲・編曲：MASAKI
  - PlayStationゲーム『アイシア』オープニング主題歌。
  - 5thアルバム『apples』収録曲。
7. WINTER WISH
  - 作詞・作曲：米倉千尋、編曲：重実徹
  - テレビアニメ『ラブひな WINTER SPECIAL サイレントイヴ』挿入歌で、同名のCDに収録されている。
8. Little Soldier
  - 作詞：米倉千尋、作曲：佐藤直之、編曲：勝又隆一
  - PlayStation 2ゲーム『実況パワフルプロ野球8』主題歌。
  - 15thシングル曲。
9. Butterfly Kiss
  - 作詞：米倉千尋、作曲：鵜島仁文、編曲：aqua.t
  - テレビアニメ『RAVE』初代オープニング主題歌。
  - 16thシングル曲。
10. 琥珀の揺りかご
  - 作詞・作曲：米倉千尋、編曲：aqua.t
  - テレビアニメ『RAVE』初代エンディング主題歌。
  - 「Butterfly Kiss」カップリング曲。
11. be with you
  - 作詞・作曲：米倉千尋、編曲：aqua.t
  - Xboxゲーム『eX-Chaser』主題歌。
  - 18thシングル「夏の終わりの花火」カップリング曲。
12. Bridge
  - 作詞・作曲：米倉千尋、編曲：aqua.t
  - PlayStation 2ゲーム『学園都市 ヴァラノワール』オープニング主題歌。
  - 19thシングル曲。
13. stars
  - 作詞・作曲：米倉千尋、編曲：aqua.t
  - PlayStation 2ゲーム『学園都市 ヴァラノワール』エンディング主題歌。
  - 「Bridge」カップリング曲。
14. 約束の場所へ
  - 作詞・作曲：米倉千尋、編曲：高山和芽・aqua.t
  - テレビアニメ『カレイドスター』後期オープニング主題歌。
  - 21stシングル曲。
15. Tattoo Kiss（歌：r.o.r/s）
  - 作詞：MIZUE、作曲：DREAMFIELD、編曲：田辺恵二
  - テレビアニメ『カレイドスター〜新たなる翼〜』オープニング主題歌。
  - r.o.r/sの2ndシングル曲。
16. escape（歌：r.o.r/s）
  - 作詞：MIZUE、作曲・編曲：田辺恵二
  - テレビアニメ『カレイドスター〜新たなる翼〜』エンディング主題歌。
  - 「Tattoo Kiss」カップリング曲。